# Индијан Спрингс Вилиџ (Алабама)
Индијан Спрингс Вилиџ (енгл. Indian Springs Village) град је у америчкој савезној држави Алабама. По попису становништва из 2010. у њему је живело 2.363 становника.

## Демографија
Према попису становништва из 2010. у граду је живело 2.363 становника, што је 138 (6,2%) становника више него 2000. године.
| Група             | 2000.         | 2010.         |
| Белци             | 2.180 (98,0%) | 2.244 (95,0%) |
| Афроамериканци    | 2 (0,1%)      | 35 (1,5%)     |
| Азијати           | 20 (0,9%)     | 46 (1,9%)     |
| Хиспаноамериканци | 3 (0,1%)      | 22 (0,9%)     |
| Укупно            | 2.225         | 2.363         |